# Psammogorgia torreyi
Psammogorgia torreyi är en korallart som beskrevs av Nutting 1909. Psammogorgia torreyi ingår i släktet Psammogorgia och familjen Plexauridae. Inga underarter finns listade i Catalogue of Life.